# Чилдрес (Тексас)
Чилдрес (енгл. Childress) град је у америчкој савезној држави Тексас. По попису становништва из 2010. у њему је живело 6.105 становника.

## Демографија
Према попису становништва из 2010. у граду је живело 6.105 становника, што је 673 (9,9%) становника мање него 2000. године.
| Група             | 2000.         | 2010.         |
| Белци             | 4.102 (60,5%) | 3.468 (56,8%) |
| Афроамериканци    | 1.061 (15,7%) | 693 (11,4%)   |
| Азијати           | 23 (0,3%)     | 49 (0,8%)     |
| Хиспаноамериканци | 1.516 (22,4%) | 1.822 (29,8%) |
| Укупно            | 6.778         | 6.105         |